# Raymond Unwin
Sir Raymond Unwin (1863-1940) va ser un prominent i influent enginyer, arquitecte i urbanista anglès, que va tenir una especial preocupació per la millora de l'habitatge per a la classe treballadora.

## Primers anys
Raymond Unwin va néixer a Rotherham (Yorkshire, Anglaterra) i va créixer a Oxford, després que el seu pare va vendre al seu negoci i s'hi va traslladar per estudiar. Va ser educat a la Magdalen College School, Oxford. El 1884 va tornar al nord per esdevenir un aprenent d'enginyer de la Stavely Iron & Coal Company prop de Chesterfield.
Unwin va començar a interessar-se per qüestions socials a una edat primerenca, influït per les conferències i els ideals de John Ruskin i William Morris. El 1885 es va traslladar a Manchester i es va convertir en secretari de la secció local de la Lliga Socialista, fundada per Morris. Va escriure articles per al periòdic de la Lliga i parlava per les cantonades de la ciutat promovent la seva causa i la de l'Església del Treball (Labour Church). També es va convertir en amic íntim del filòsof socialista Edward Carpenter, les idees utòpiques del qual el van portar a desenvolupar una petita comuna a Millthorpe, prop de Sheffield. El 1887 va tornar a Staveley Iron com a enginyer, i va treballar en el desenvolupament de ciutats mineres i diversos altres edificis, i es va unir a la Sheffield Socialist Society.
El 1893 es va casar amb la germana de l'arquitecte Barry Parker, Ethel. Amb ell va formar una societat el 1896, amb seu a Buxton, Derbyshire. Els dos socis van tendir a un estil vernacle simple i es van proposar l'objectiu de millorar les condicions d'habitatge de les classes treballadores. També eren membres del Sindicat de Treballadors de l'Art del Nord (Northern Art Worker's Guild) i eren bons amics d'Edgar Wood (1860-1935), l'arquitecte més important en el nord d'Anglaterra del moviment Arts and Crafts i un dels seus fundadors.

## Carrera i influència
En els seus diversos escrits, com ara The Art of Building a Home (1901), Unwin i el seu sociBarry Parker van proposar-se popularitzar el moviment Arts & Crafts. El gran èxit d'aquest llibre va fer que milers de llars van ser construïdes seguint aquest patró a la primera part del segle xx.
Un exemple notable d'una de les seves primeres col·laboracions a Clayton, Staffordshire, està datat el 1899, i originalment anomenada Casa Goodfellow, pel nom del client que els va encarregar. Parker i Unwin van dissenyar molts dels accessoris de l'interior, que romanen a la casa avui dia, i la disposició inicial dels grans jardins. Goodfellow va vendre la casa el 1926 a Colley Shorter, que dirigia les fàbriques de ceràmica properes de Wilkinson's i de Newport. Va canviar el nom de la casa a Chetwynd House i quan es va casar amb la seva dissenyadora estrella, Clarice Cliff, el 1940, ella s'hi va mudar i hi va viure fins al 1972. L'Associació Clarice Cliff ha fet la casa particularment famosa des de llavors.
El 1902 Parker i Unwin van ser encarregats per Joseph i Benjamin Seebohm Rowntree de projectar un poble model a New Earswick, prop de York. L'any següent van tenir l'oportunitat de participar, per encàrrec de la Garden City Company, en la creació de Letchworth, que van basar en una interpretació lliure de les idees utòpiques d'Ebenezer Howard). El 1903 van participar en l'exposició Cottages Near a Town Exhibit per al Northern Art Workers Guild de Manchester. El 1904, després que el seu pla va ser aprovat, van obrir una segona oficina a Baldock. El 1905 Henrietta Barnett els va demanar planificar el nou Garden Suburb de Hampstead. Unwin es va traslladar de Letchworth a Hampstead el 1906, i hi va viure la resta de la seva vida, a la granja Wyldes. El 1907 Ealing inquilins Limited, una cooperativa progressista a l'oest de Londres, el va designar per portar endavant el desenvolupament del suburbi jardí de Brentham.
Unwin va publicar el 1909 el llibre Town Planning in Practice, considerat un dels tractats més importants d'urbanisme. El llibre comença esmentant el problema de l'Anglaterra del segle xix, que va tenir un creixement extremadament ràpid que no permetia prou temps per a una planificació. Aquest fet, sumat a la decisió de deixar el desenvolupament territorial en mans de la iniciativa privada, va donar com a resultat la inconnexió de decisions i la desestructuració territorial. Aquest problemes, per a Unwin, només es poden superar mitjançant la planificació urbana i el control social del territori.
Unwin va entrar a la Junta de Govern Local el desembre de 1914. El 1915 va ser adscrit al Ministeri de Municions per dissenyar els pobles de Gretna i Eastriggs i supervisar-ne d'altres. A partir del 1917 va tenir un paper molt influent en el Comitè Tudor Walters sobre l'habitatge de la classe treballadora, on hi va publicar un complet informe el 1919, l'any en què va ser nomenat arquitecte cap de la Secretaria de Salut de nova formació. En el moment de la seva jubilació el novembre de 1928, aquest càrrec s'havia convertit en el de Director Tècnic Principal de l'Habitatge i l'Urbanisme.
La seva demostració durant la Gran Guerra dels principis de la construcció ràpida i econòmica d'habitatges, tot mantenint estàndards satisfactoris per als jardins, la intimitat familiar i els espais interns, li van donar una gran influència sobre el Comitè Tudor Walters i per tant, de manera indirecta, sobre molt de l'habitatge públic del període d'entreguerres. Aquest informe va marcar la ruptura definitiva d'Unwin amb el concepte tradicional de ciutat jardí, ja que proposa que els nous desenvolupaments siguin 'satèl·lits' perifèrics en lloc de ciutats jardí autònomes. Unwin va ser assessor tècnic de la Comissió d'Ordenació del Territori del Gran Londres el 1929, on va escriure els seus dos coneguts informes sobre Londres, el primer publicat aquell any i el segon el 1933.
Unwin va ser President del Royal Institute of British Architects (RIBA) entre 1931 i 1933, va ser nomenat cavaller el 1932 i va ser assessor del president dels Estats Units Franklin D. Roosevelt per al New Deal el 1933. El 1936 va ser nomenat professor visitant d'Urbanisme a la Columbia University i el 1937 va rebre la Medalla d'Or d'Arquitectura del RIBA. La Harvard University li va concedir un doctorat honoris causa el 1937. Raymond Unwin va morir a Lyme, Connecticut, a la casa de la seva filla, el 29 de juny de 1940.